# Mauricio Carlavilla
 (22 mars 2024).
Le contenu est difficilement compréhensible vu les erreurs de traduction, qui sont peut-être dues à l'utilisation d'un logiciel de traduction automatique.
Mauricio Carlavilla (1896-1982), également connu sous le nom de plume de Mauricio Karl, est un auteur espagnol connu pour ses opinions franquistes, anti-anarchistes, antimaçonniques et anticommunistes. Son véritable nom serait Julián Carlavilla del Barrio selon l'historien José Antonio Ferrer Benimeli.

## Biographie
Il fut officier de police de profession. Il est l'auteur d'une biographie de Gueorgui Malenkov. Il est le traducteur du livre de théorie du complot paru sous la signature de José Landowsky Symphonie en rouge majeur, évoquant un interrogatoire véridique ou inventé de Christian Rakovsky par un certain José Landowsky à l'époque du stalinisme.
Il entretenait une amitié avec l'essayiste Eduardo Comín Colomer, le commissaire Santiago Martín Báguenas et le général Emilio Mola.

## Thèses
Pour Carlavilla, la maçonnerie est responsable de la perte des colonies espagnoles dans le monde.

## Œuvres
- Malenkov. Biografía política y psicosexual, Editorial Nos, (1954).
- Borbones masones, Acervo (1967).
- El enemigo, marxismo, anarquismo, masonería, 1934 et 1937
- Asesinos de España; marxismo, anarquismo, masonería, Suite du livre El enemigo, marxismo, anarquismo, masonería.
- Anti-España 1959 : autores, cómplices y encubridores del comunismo, 1959
- El comunismo en España, 1932, 1935
- Técnica del Komintern en España, 1937
- El rey. Radiografía del reinado de Alfonso XIII
- Guerra. Sobre lo que sabe el FBI y la inteligencia militar americana sobre cuando estallará, Editorial Nos, (1953)
- Pearl Harbour, traición de Roosevelt, 1954.
- Kruschev, avec David Rosenberg, Editorial Nos, 1958.
- Satanismo

Rééditions avec préface et annotation
- Yo, Ministro de Stalin en España, de Jesús Hernández Tomás[6].
- Yo Escogí La Esclavitud (Vida y Muerte En La U.R.S.S.), Ediciones Maracay, 1953.[Note 1]. Cette édition a été considérée comme un cas de piraterie éditoriale[8] (sur l'autobiographie de 1950 de Valentín González la vie et la mort en URSS), parodie du titre de 1947 du transfuge Victor Kravchenko, J'ai choisi la liberté ! La vie publique et privée d'un haut fonctionnaire soviétique.
- Yo y Moscú, Editorial Nos, 1955.[Note 2] (sur Indalecio Prieto).
- Masonería española, De Miguel Morayta Sagrario, Editorial Nos, 1956.[Note 3]
- Correspondencia secreta, Editorial Nos, 1961.[Note 4] (sur Francisco Largo Caballero)